# Nísia Nóbrega
Nísia Nóbrega (Mamanguape, 1 de maio de 1928 – 2000) foi uma poeta e professora brasileira.

## Vida
Era filha de uma família de ricos fazendeiros. Seu pai, porém, tomado de depressão, vendeu as terras e trouxe a família para o Rio de Janeiro, onde perdeu tudo e veio a falecer. Assim a mãe de Nóbrega teve de “costurar para fora”, como se dizia na época. Logo colocou o filho no Exército, e Nísia tornou-se professora primária e depois professora  da Escola Normal. 
Durante a ditadura militar, seu primo Jarbas Passarinho, então Ministro da Educação, transferiu-a para a Rádio MEC, onde Nísia teve um programa de entrevistas. Casou-se  com um empresário estrangeiro. Faleceu em 2000.

## Livros
- Nos Braços Leves do Vento (1951)
- Rosa Distante (1953)[2]
- Completamente Amor (1961)
- Ramo da Saudade (1965)
- Isla-sin-raices (1971)
- Na Flor da Correnteza (1979)
- Mamanguape (1986)